# Raffaele Pernasetti
Raffaele Pernasetti detto Er Palletta (Roma, 20 dicembre 1950) è un mafioso italiano.
È stato uno dei boss dell'organizzazione mafiosa romana nota come la Banda della Magliana.

## Biografia
Impiegato come commerciante di frattaglie all'ingrosso e frequentatore dell'ambiente malavitoso che si muoveva tra i quartieri romani di Trastevere e Testaccio, fin da giovane Pernasetti si unisce alle batterie dedite alle rapine che gravitano attorno alla figura del boss Enrico De Pedis, di cui divenne in breve tempo uomo di fiducia e spietatissimo braccio armato.
Nel 1977 entra a far parte del nucleo storico della Banda della Magliana, apportando nuovi canali di approvvigionamento alle sostanze stupefacenti che consentirono di soddisfare le esigenze di conservazione del mercato acquisito e di ulteriori ampliamenti delle loro attività; insieme a De Pedis, Giorgio Paradisi, ed Ettore Maragnoli controlla le zone di Trastevere, Torpignattara e Centocelle.
Venne arrestato il 17 novembre 1994 a Roma nel suo appartamento di via Licia.
In seguito alle dichiarazioni del pentito Maurizio Abbatino, nel processo di secondo grado contro la Banda la corte d'appello il 27 febbraio del 1998 lo condanna all’ergastolo. Condannato in primo grado a quattro ergastoli (fu sospettato di sette omicidi), per tre di questi venne assolto in appello. Venne ritenuto colpevole anche di spaccio di stupefacenti, associazione a delinquere, detenzione e porto illegale di armi ed evasione ma cadrà l’accusa di associazione mafiosa per l’intera Banda.
Dopo varie vicissitudini, si consegnò alla giustizia nell'ottobre del 2002 per scontare un residuo di pena di 15 anni nel carcere di Prato (doveva scontarne 18 ma 3 sono stati abbonati con l’indulto del 2006). Nel novembre del 2011 il tribunale di sorveglianza di Firenze gli ha concesso la semilibertà per buona condotta concludendo per la sua non pericolosità consentendogli un graduale reinserimento sociale. Lavora di giorno come cuoco nel ristorante Oio A Casa Mia di proprietà del fratello a Testaccio.
Il suo soprannome, negli anni criminosi, fu Er Palletta, considerato dagli investigatori uno dei killer più spietati della Banda della Magliana, con numerosi omicidi per i quali è stato accusato.

## Pernasetti nella cultura di massa
La figura di Pernasetti ha ispirato il personaggio del Botola nel libro Romanzo criminale, scritto nel 2002 da Giancarlo De Cataldo e riferito alle vicende realmente avvenute della banda della Magliana. Il personaggio del Botola compare anche nella seconda stagione dell'omonima serie televisiva, diretta da Stefano Sollima, interpretato da Marco Conidi.